# (5947) Bonnie
(5947) Bonnie es un asteroide perteneciente al cinturón de asteroides, región del sistema solar que se encuentra entre las órbitas de Marte y Júpiter, descubierto el 21 de marzo de 1985 por Carolyn Shoemaker y por su esposo que también era astrónomo Eugene Shoemaker desde el Observatorio del Monte Palomar, Estados Unidos.

## Designación y nombre
Designado provisionalmente como 1985 FD. Fue nombrado Bonnie en homenaje a Bonnie Gail Farquhar, difunta esposa del director de la misión para la misión NEAR Shoemaker, Robert Farquhar. Las operaciones de encuentro en (433) Eros comenzaron en el cumpleaños de Bonnie, el 20 de diciembre de 1998.

## Características orbitales
Bonnie está situado a una distancia media del Sol de 2,662 ua, pudiendo alejarse hasta 3,046 ua y acercarse hasta 2,278 ua. Su excentricidad es 0,144 y la inclinación orbital 14,90 grados. Emplea 1586,56 días en completar una órbita alrededor del Sol.

## Características físicas
La magnitud absoluta de Bonnie es 12,2. Tiene 10,546 km de diámetro y su albedo se estima en 0,276. 